# Shirley Neil Pettis
Shirley Neil Pettis wcześniej Shirley Neil McCumber (ur. 12 lipca 1924 w Mountain View, zm. 30 grudnia 2016 w Rancho Mirage) – amerykańska polityk, członkini Partii Republikańskiej.

## Działalność polityczna
W okresie od 29 kwietnia 1975 do 3 stycznia 1979 przez dwie kadencje była przedstawicielką 37. okręgu wyborczego w stanie Kalifornia w Izbie Reprezentantów Stanów Zjednoczonych.
Jej mężem był Jerry Pettis.